# Денежность
Денежность (англ. moneyness) — показатель, характеризующий способность получения денежных средств от реализации прав, связанных с владением деривативом.
Вычислить денежность опциона можно путём сравнения текущей рыночной цены (цены спот) базового актива с ценой исполнения опциона (ценой страйк), то есть ценой, по которой владелец (держатель) опциона реализует своё право купить (при колл-опционе) или продать (при пут-опционе). В зависимости от показателя денежности возможны три варианта:
- опцион «в деньгах»[2] (англ. In the money option - ITM)
- опцион «при своих» или «на деньгах» (англ. At the money option - ATM)
- опцион «без денег» или «вне денег» (англ. Out of the money option - OTM)

## Пример расчёта денежности опциона
| Вид опциона | Цена страйк | Цена спот | Денежность опциона | Оценка опциона с точки зрения денежности |
| ----------- | ----------- | --------- | ------------------ | ---------------------------------------- |
| Пут         | 100         | 80        | +20                | В деньгах                                |
| Пут         | 100         | 100       | 0                  | При своих                                |
| Пут         | 100         | 120       | -20                | Без денег                                |
| Колл        | 100         | 80        | -20                | Без денег                                |
| Колл        | 100         | 100       | 0                  | При своих                                |
| Колл        | 100         | 120       | +20                | В деньгах                                |

По истечении срока действия опциона стоимость опциона «без денег» будет нулевой, в то время как стоимость опциона «в деньгах» будет равна разнице между ценой исполнения опциона и ценой базового актива на тот момент. Это так называемая «внутренняя стоимость» опциона (англ. Intrinsic value).